# Bazzania hookeri
Bazzania hookeri là một loài rêu tản trong họ Lepidoziaceae. Loài này được (Lindenb.) Trevis. miêu tả khoa học lần đầu tiên năm 1877.